# Димитър Арнаудов (художник)
Вижте пояснителната страница за други личности с името Димитър Арнаудов.
Димитър (Диди) Георгиев Арнаудов е български художник живописец.

## Биография
Роден е на 28 юли 1933 г. в Плевен. През 1951 г. завършва средното си образование във II мъжка гимназия в София, през което време започва активно да рисува, под ръководството на художника Боян Петров. Завършва Художествената академия през 1957 г., специалност живопис при проф. Ненко Балкански. След това от 1958 до 1967 г. е преподавател в Художествената гимназия в София. От 1967 г. е асистент, а през 1979 г. е избран за доцент в катедрата по рисуване в Архитектурния факултет във Висшия инженерно-строителен институт.
През 1976 г. защитава дисертация в института по изкуствознание към БАН, на тема „Психология на творческия процес на художника“ и е удостоен с научното звание „Кандидат на изкуствоведческите науки“ (д-р – според европейската терминология). Става професор към катедра „Рисуване“ при Архитектурния факуртет на ВИАС през 1978 г.
През 1980 г. по плана за Културно-информационната и пропагандна дейност, като преподавател по история на изкуството, Димитър Арнаудов е изпратен от Министерството на просветата в Белгия, на петмесечна командировка. Темата на специализацията му е: „Историческо развитие на фламандската (впоследствие – белгийската) живопис и приносът ѝ към европейската пластична култура“. По време на престоя си в Белгия, той се запознава с музеи, художествени галерии, исторически и архитектурни забележителности в: Брюксел, Антверпен, Гент, Брюге, Ябеке, Ипър, Турне, Орвал, Буйон, Бокрейк, Остенде-Нюпорт, Кортрейк, Ауденаарде, Лувен и Лиеж. а също и в Холандия: Амстердам, Хага, Харлем, Ротердам, Отерло, Делфт, Бреда, Хертогенсбосх и Хойзен. Чете цикъл от лекции по история на изкуството по белгийското национално радио.
През 1981 г. излиза от печат книгата му „Художникът и творбата“, наградена същата година с годишната награда на СБХ – секция „Критика“.
Редовно участва в общи и регионални художествени изложби на СБХ. През 1971 г. получава награда от конкурса „Портрет и голо тяло“ обявен от СБХ, за живописния портрет на композитора Петко Стайнов.
През 1973 г. прави своята първа и единствена изложба – живопис. Негови творби са собственост на НХГ, СГХГ и почти всички художествени галерии в страната.
В областта на поезията има около 120 стихотворения. От тях 35 бяха издадени през 1994 г. в малка стихосбирка – „Свещ на вятъра“
Умира на 6 януари 1989 г. в София.

## Творчество
Димитър Арнаудов твори в областта на пейзажа, портрета и фигуралната композиция. По-известни негови творби са:
- „Петя и Маргарита“, маслени бои (1967)
- „Тунизийски хан“, маслени бои (1985)
- „Родопски пейзаж“, маслени бои (1970)
- „Дон Кихот и Санчо Панса“, маслени бои (1982)
- „Портрет на Петко Стайнов“, маслени бои (1971)
- „Хляб“, маслени бои (1982)